# Aitna

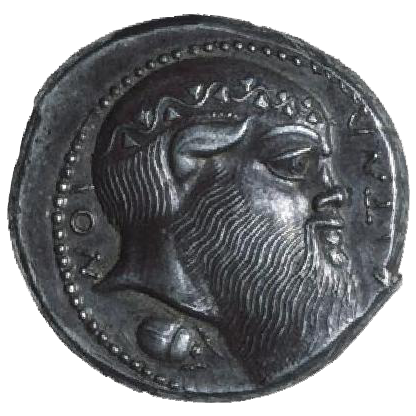
Tetradrachme van Aitna met kop van een silene, ca. 476-461 v.Chr.

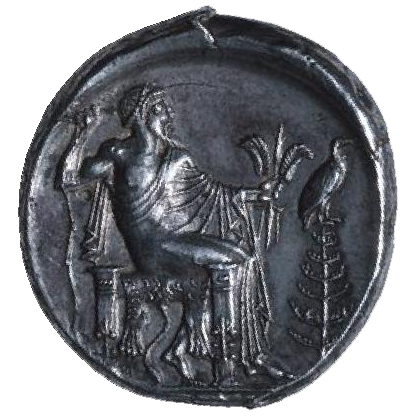
Keerzijde van dezelfde munt met zittende Zeus

Aitna (Grieks:Αιτνα) was in de oudheid een stad op het Italiaanse eiland Sicilië, gelegen op de zuidelijke flanken van de vulkaan Etna. Het is niet bekend waar de stad precies lag. 
Oorspronkelijk was Aitna een kolonie bij Catania, gesticht door Hiëro I van Syracuse, de tiran van Syracuse. Toen hij in 466 v.Chr. stierf, nam zijn broer Thrasybulus de macht over. De bewoners van Syracuse en andere steden kwamen tegen hem in opstand en zetten hem af. Na deze gevechten werden de bewoners van Aitna door de Cataniërs verjaagd en zij trokken naar de Etna waar ze de stad Inessa (ook wel Inessum genoemd) innamen. Inessa was oorspronkelijk een stad van de Sicelen, een van de drie inheemse volkeren van Sicilië vóór de Griekse kolonisatie. Na de inname van Inessa door de bewoners van Aitna, werd de stad, als eerbetoon aan Hiëro, hernoemd naar hun voormalige woonplaats en kreeg dus ook de naam Aitna.